# Happiness Is a Warm Gun (2001)
Happiness Is a Warm Gun ist ein Spielfilm des Schweizer Regisseurs Thomas Imbach, der die Lebens- und Sterbegeschichte des Liebespaares Petra Kelly und Gert Bastian inszeniert. Zwischen dokumentarisch anmutenden Szenen und fiktivem Schauspiel, sowie Archivmaterial, entsteht die Erzählung einer Liebesgeschichte von ihrem Ende her aufgerollt. Happiness Is a Warm Gun wurde auf dem internationalen Filmfestival von Locarno im August 2001 uraufgeführt. Der Film gewann den Zürcher Filmpreis 2001 und wurde für den Schweizer Filmpreis für den besten Spielfilm und die beste Hauptdarstellerin nominiert.

## Handlung
Happiness Is a Warm Gun handelt vom Mord an der grünen Pazifistin Petra Kelly, die von ihrem Lebenspartner Gert Bastian, Ex-Bundeswehr-General im Schlaf erschossen wird, bevor er sich selbst tötet. Der Film setzt dort ein, wo das Leben der realen Figuren endet. Petra und Gert finden sich im Transitraum eines modernen Flughafens wieder und richten sich in dieser artifiziellen Zwischenwelt ein, versuchen an die Vergangenheit  – ihre politische Tätigkeit – anzuknüpfen, während sich in ihren Gesprächen das Geschehene bruchstückhaft zusammensetzt.

## Kritiken
„‹Die Kugel›, sagt die Petra Kelly dieses Films, ‹schaffte es innerhalb kürzester Zeit, mit einer ganz warmen Empfindung alles wegzudrängen, sie machte sich Platz in mir und das war wahrscheinlich der Moment, wo ich kurz abgehoben bin.› Ungefähr so wollen sich auch die Bilder von Thomas Imbachs Film verhalten, in ihrer Rücksichtslosigkeit, alles beiseite zu drängen auch das, was man weiß von diesem historischen und mythischen Paar. Dieser Film schaut dem Tod von innen bei der Arbeit zu. Im langen Augenblick des Todes verwundert sich dieses Ich. Nicht über den Tod, sondern über das Nicht-Leben-Können. Nicht über die Vergeblichkeit, sondern darüber, dass all diese erschöpfende Kraftanstrengung die Welt und dieses Ich nicht einen Millimeter näher gebracht haben. An diesem Punkt, und nicht nur in den Dokumentar- und Erinnerungsfetzen, ist Happiness Is A Warm Gun auch so radikal politisch wie er radikal körperlich ist.“
„Imbachs Film ist sicher deutlicher eine Interpretation, eine Variation auf eine wahre Geschichte, wie er im Vorspann selbst sagt. Dafür wird eine Haltung spürbar. Er scheut sich vor den hässlichen Seiten seiner Figur nicht, aber wichtiger ist etwas anderes. Sein Film ist auch eine Liebeserklärung, die beiden Protagonisten, besonders aber Petra, sind wunderschön. In den für ihn typischen Detailaufnahmen, die den Zuschauer sonst als selbstverständlich ignorierte Dinge wahrnehmen lassen, bewundert er Petras Lippen, die kleine Kuhle an ihrem Hals. Ihre Zärtlichkeit, wenn sie in einer Szene wortlos und behutsam den erschöpften Gert wäscht, der nackt vor ihr steht.“
„Imbach hat eine Version der Tragödie inszeniert, die hinter den Hauptdarstellern auf der Politik-Bühne die menschlich-allzumenschlichen Statisten zeigt.“
„In ,Happiness Is a Warm Gun’ experimentiert der Schweizer mit irrealen Zeitsprüngen zwischen Vergangenheit und Zukunft, Diesseits und Jenseits, wie man sie aus den Thrillern David Lynchs kennt. Ein fesselndes, intensives Kammerspiel mit ungewöhnlichen Perspektiven, der hoffentlich einen Verleih findet.“
„In einer fulminanten Montage verlängert Imbach das Leben von Kelly und Bastian bis in die heutige Zeit, beschiesst sein Publikum geradezu mit Bildern und Tönen... Kino im besten Sinne, das einen Sehen und Hören lehrt.“
„Ihr unbedingtes und zugleich ständig reflektiertes Spiel schafft dem Film eine neue, eigene Dimension von Wirklichkeit – Fragmentierung und Rekonstruktion gleichsam versöhnend. Erstaunlich ist allerdings auch, wie Thomas Imbach es in dieser seiner ersten eigentlichen Regiearbeit mit Schauspielern verstanden hat, seine Darsteller zur «kontrollierten Identifikation» zu bringen, gemäss den von ihm formulierten Thesen: «Sag deinem Schauspieler, wer er ist, aber nicht, was er tun soll», und «Jede Gefühlsregung des Schauspielers ist die der Figur. Es gibt keine Drehpausen» Kühne Worte, fürwahr.“